# Santiago Pi Suñer
Santiago Pi Suñer (Barcelona, 1893 - 1981) fue un médico y político de Cataluña, España, hijo de Jaime Pi y Suñer y hermano de Augusto Pi Suñer.

## Biografía
Se doctoró en Medicina en 1914. En 1934 ganó el Premio Garí, otorgado por la Real Academia de Medicina de Cataluña, con un trabajo que también presentó en Boston. Fue profesor auxiliar de fisiología en la Universidad de Barcelona en 1921-1922, y en 1923 catedrático en la Universidad de Zaragoza. Colaboró con su hermano Augusto en las investigaciones desarrolladas por Ramón Turró en el Laboratorio Municipal de Barcelona. Publicó algunos artículos en Revista de Catalunya y La Publicitat.
En 1933 fue nombrado vicepresidente de la comisión permanente del Consejo de Instrucción Pública de la República, presidido por Miguel de Unamuno, y más tarde fue nombrado subsecretario del Ministerio de Instrucción Pública y Bellas Artes, cargo desde el que contribuyó a agilizar el traspaso de los servicios de enseñanza a la Generalidad de Cataluña. Simpatizante de Manuel Azaña, en 1934 fue miembro fundador del partido político Izquierda Republicana. Durante la Guerra Civil ocupó la cátedra de patología general y fisiología patológica en la Universidad de Barcelona.
Al concluir la guerra se exilió en Francia, donde residió hasta 1941. En 1940 formó parte, a título personal, del Consejo Nacional de Cataluña, creado en Francia por Lluís Companys. En 1941 se instaló en Bolivia, donde fue catedrático de fisiología en la Universidad de San Simón de Cochabamba hasta 1951, cuando se trasladó a Panamá, donde también trabajó en su Universidad. En 1962 volvió a Cataluña, donde en 1957 había sido elegido miembro del Instituto de Estudios Catalanes, y fue profesor de fisiología en la Universidad Autónoma de Madrid entre 1969 y 1970.

## Obras
- El hombre y su obra vistos cien años después (1951)
- Bases fisiopatológicas de los análisis clínicos (1950)
- Bioquímica (1956)
- Fisiología humana(1962) (con August Pi i Sunyer)
- Prácticas de fisiología: métodos físicos y químicos (traducción de Emil Abderhalden)